# Zespół miejski
Zespół miejski – ogólne pojęcie planistyczne odnoszące się do sąsiadujących ze sobą miast, które nie uwzględnia wzajemnych relacji między jednostkami osadniczymi.